# Castilfrío de la Sierra
Castilfrío de la Sierra ist ein Ort und eine zur bevölkerungsarmen Serranía Celtibérica gehörende Gemeinde (municipio) mit nur noch 34 Einwohnern (Stand: 2024) in der Provinz Soria im Nordosten der autonomen Gemeinschaft Kastilien-León in Spanien. 

## Lage
Castilfrío de la Sierra liegt ca. 22 Kilometer (Fahrtstrecke) nordnordöstlich der Provinzhauptstadt Soria in einer Höhe von ca. 1205 m. Das Klima ist gemäßigt bis warm; Regen (ca. 682 mm/Jahr) fällt hauptsächlich im Winterhalbjahr.

## Bevölkerungsentwicklung
| Jahr      | 1970 | 1981 | 1991 | 2001 | 2011 | 2021 |
| Einwohner | 98   | 55   | 36   | 26   | 31   | 35   |

Infolge der Mechanisierung der Landwirtschaft, der Aufgabe bäuerlicher Kleinbetriebe und des daraus resultierenden geringeren Arbeitskräftebedarfs ist die Einwohnerzahl seit der Mitte des 20. Jahrhunderts deutlich zurückgegangen.

## Sehenswürdigkeiten
- Reste der früheren Burg
- Kirche Mariä Himmelfahrt
- Kapelle